# Niklas Dorsch
Niklas Dorsch (Lichtenfels, Baviera, Alemania, 5 de enero de 1998) es un futbolista alemán. Juega como centrocampista y su equipo es el 1. F. C. Heidenheim 1846 de la 1. Bundesliga.

## Trayectoria
Dorsch inicio sus andanzas en el fútbol profesional tras ser ascendido al Bayern de Múnich II en 2015, siendo el segundo jugador más joven de la plantilla para ese entonces.
En julio de 2020 puso rumbo a Bélgica tras fichar por el K. A. A. Gante para las siguientes cuatro temporadas. Tras un año en el club regresó a Alemania después de ser traspasado al F. C. Augsburgo. Durante su estancia en el club disputó 66 encuentros y en agosto de 2024 regresó al 1. F. C. Heidenheim 1846, equipo en el que ya había militado entre 2018 y 2020.

## Características técnicas
Visto como un jugador técnico, es de los que le gusta de llevar la pelota a la parte posterior del campo, pudiendo jugar en el centro del campo, incluso también jugar en la parte izquierda. Su estilo es similar a la de un amigo cercano y excentrocampista del Bayern de Múnich Toni Kroos.

## Estadísticas

### Clubes
| Club                     | País     | Año       |
| ------------------------ | -------- | --------- |
| Bayern de Múnich II      | Alemania | 2015-2016 |
| Bayern de Múnich         | Alemania | 2016-2018 |
| 1. F. C. Heidenheim 1846 | Alemania | 2018-2020 |
| K. A. A. Gante           | Bélgica  | 2020-2021 |
| F. C. Augsburgo          | Alemania | 2021-2024 |
| 1. F. C. Heidenheim 1846 | Alemania | 2024-     |

| Club | Div.                | Temporada           | Liga | Liga | Liga | Copas nacionales(1) | Copas nacionales(1) | Copas nacionales(1) | Torneos internacionales(2) | Torneos internacionales(2) | Torneos internacionales(2) | Total(3) | Total(3) | Total(3) |
| Club | Div.                | Temporada           | PJ   | G    | A    | PJ                  | G                   | A                   | PJ                         | G                          | A                          | PJ       | G        | A        |
| --- | ------------------- | ------------------- | ---- | ---- | ---- | ------------------- | ------------------- | ------------------- | -------------------------- | -------------------------- | -------------------------- | -------- | -------- | -------- |
| Bayern de Múnich II · Alemania | 4.ª                 | 2015-16             | 6    | 0    | 1    | —                   | —                   | —                   | —                          | —                          | —                          | 6        | 0        | 1        |
| Bayern de Múnich II · Alemania | 4.ª                 | 2016-17             | 24   | 3    | 1    | —                   | —                   | —                   | —                          | —                          | —                          | 24       | 3        | 1        |
| Bayern de Múnich II · Alemania | 4.ª                 | 2017-18             | 31   | 4    | 5    | —                   | —                   | —                   | —                          | —                          | —                          | 31       | 4        | 5        |
| Bayern de Múnich II · Alemania | Total               | Total               | 61   | 7    | 7    | —                   | —                   | —                   | —                          | —                          | —                          | 61       | 7        | 7        |
| Bayern de Múnich · Alemania | 1.ª                 | 2017-18             | 1    | 1    | 0    | 0                   | 0                   | 0                   | 0                          | 0                          | 0                          | 1        | 1        | 0        |
| Bayern de Múnich · Alemania | Total               | Total               | 1    | 1    | 0    | 0                   | 0                   | 0                   | 0                          | 0                          | 0                          | 1        | 1        | 0        |
| 1. F. C. Heidenheim 1846 · Alemania | 2.ª                 | 2018-19             | 30   | 2    | 2    | 3                   | 0                   | 1                   | —                          | —                          | —                          | 33       | 2        | 3        |
| 1. F. C. Heidenheim 1846 · Alemania | 2.ª                 | 2019-20             | 34   | 1    | 3    | 2                   | 0                   | 0                   | —                          | —                          | —                          | 36       | 1        | 3        |
| 1. F. C. Heidenheim 1846 · Alemania | Total               | Total               | 64   | 3    | 5    | 5                   | 0                   | 1                   | —                          | —                          | —                          | 69       | 3        | 6        |
| Total en su carrera | Total en su carrera | Total en su carrera | 126  | 11   | 12   | 5                   | 0                   | 1                   | 0                          | 0                          | 0                          | 131      | 11       | 13       |
| (1) Incluye datos de la Copa de Alemania. (2) Incluye datos de la Liga de Campeones y la Liga Europa. (3) No incluye goles en partidos amistosos. |                     |                     |      |      |      |                     |                     |                     |                            |                            |                            |          |          |          |

## Palmarés

### Títulos nacionales
| Título                | Club             | País     | Año  |
| --------------------- | ---------------- | -------- | ---- |
| Bundesliga            | Bayern de Múnich | Alemania | 2017 |
| Supercopa de Alemania | Bayern de Múnich | Alemania | 2017 |
| Bundesliga            | Bayern de Múnich | Alemania | 2018 |

### Títulos internacionales
| Título          | Club (*)        | Sede                | Año  |
| --------------- | --------------- | ------------------- | ---- |
| Eurocopa Sub-21 | Alemania sub-21 | Hungría · Eslovenia | 2021 |

(*) Incluyendo la selección.

### Distinciones individuales
| Distinción                    | Año     |
| ----------------------------- | ------- |
| Medalla Fritz Walter (sub-17) | 2014-15 |